# FK Baranowicze
FK Baranowicze (biał. ФК «Баранавічы») – białoruski klub piłkarski z siedzibą w miejscowości Baranowicze w obwodzie brzeskim.

## Historia
Chronologia nazw:
- 1912: Aryjon Baranowicze (biał. «Арыён» Баранавічы)
- 1914: klub rozwiązano
- 1945: Łakamatyu Baranowicze (biał. «Лакаматыў» Баранавічы)
- 1946: DA Baranowicze (biał. ДА - Дом афiцэраў, в/ч Баранавічы)
- 1947: Dynama Baranowicze (biał. «Дынама» Баранавічы)
- 1950: Łakamatyu Baranowicze (biał. «Лакаматыў» Баранавічы)
- 1953: Charczawik Baranowicze (biał. «Харчавік» Баранавічы)
- 1957: FK Baranowicze (biał. ФК «Баранавічы»)
- 1960: Pramkambinat Baranowicze (biał. «Прамкамбінат» Баранавічы)
- 1961: Łakamatyu Baranowicze (biał. «Лакаматыў» Баранавічы)
- 1962: Saliut Baranowicze (biał. «Салют» Баранавічы)
- 1963: Łakamatyu Baranowicze (biał. «Лакаматыў» Баранавічы)
- 1965: Tekstylszczyk Baranowicze (biał. «Тэкстыльшчык» Баранавічы)
- 1968: Łakamatyu Baranowicze (biał. «Лакаматыў» Баранавічы)
- 1985: Tekstylszczyk Baranowicze (biał. «Тэкстыльшчык» Баранавічы)
- 1990: FK Baranowicze (biał. ФК «Баранавічы»)
- 1991: Chimik  Baranowicze (biał. «Хімік» Баранавічы)
- 1993: Tekstylszczyk Baranowicze (biał. «Тэкстыльшчык» Баранавічы)
- 1993: Mietapoł Baranowicze (biał. «Метапол» Баранавічы)
- 1995: FK Baranowicze (biał. ФК «Баранавічы»)

Klub piłkarski Aryjon Baranowicze został założony w 1912 roku. Po rozpoczęciu I wojny światowej klub został rozwiązany. W 1945 klub został odrodzony jako Łakamatyu Baranowicze. W następnym roku nazywał się DA Baranowicze (biał. ДА - Дом афiцэраў). Potem wiele razy zmieniał nazwy. Obecnie nazywa się FK Baranowicze. 